# Panorama de l'Histoire du siècle
Le Panorama de l'Histoire du siècle est un panorama réalisé par Alfred Stevens et Henri Gervex pour l'Exposition Universelle de 1889 et installé dans une rotonde éphémère construite pour l’occasion dans les Jardins des Tuileries. Après sept ans d'exploitation, la toile est découpée en une soixantaine de morceaux partagés entre les actionnaires de la société anonyme de l'Histoire du siècle créée pour sa réalisation.

## Histoire
La toile présente les principaux événements de l'histoire de France entre le début de la révolution de 1789 et 1889. Plus de 640 figures de personnalités, écrivains, artistes, hommes politiques, révolutionnaires, militaires, savants sont représentées. Elle est réalisée par une quinzaine d'artistes, dont Henri-Louis Dupray, Edmond Picard et Paul Mathey, sous la direction d'Alfred Stevens et d'Henri Gervex, spécialiste du portrait et des grandes compositions.
Voici une présentation de la toile, dans un rapport du jury international de l'Exposition universelle de 1889, rédigé par Germain Bapst : 

« Suivons les tableaux disséminés sur la toile : on voit d'abord les États généraux, puis, dans chaque portique, les scènes ou les personnages de la Révolution : dans le premier, La Famille royale sur la terrasse du château de Versailles ; dans les suivants, Camille Desmoulins au Palais-Royal, etc. Au premier plan devant la rotonde, des groupes de Conventionnels ou de Terroristes; en face d'eux, les Généraux-de la République; ici la rotonde finit, une grande avenue la sépare de la place de la Concorde ; par cette avenue débouche Napoléon en 1804 à la tête de son état-major ; c'est le morceau capital du panorama.  
Sur la terrasse des Tuileries, Louis XVIII et les personnages de la Restauration, avec le Garde-Meuble, chef-d'œuvre de Gabriel, comme fond; les Scènes de la révolution de juillet se voient ensuite sur l'avenue des Champs-Elysées ; de l'autre côté, au pied de la terrasse du bord de l'eau, les Personnages qui ont illustré l'époque de Louis-Philippe, et les Généraux d'Afrique, à leur suite; au -bout de la terrasse, du côté des Tuileries, les Personnages du second Empire. Alors, comme par une échappée, apparaît la Seine avec ses ponts et les monuments qui la bordent ; l'Institut, Notre-Dame, Saint-Gervais, Hôtel-de-Ville, etc. Sur le bord de la Seine, Louise Michel représente la Commune, et pour fermer le cercle, les personnages les plus marquants de notre époque : Thiers, le Maréchal de Mac-Mahon, etc. »

— Germain Bapst.
De nombreux fragments sont dans les musées de Paris et de Bruxelles.

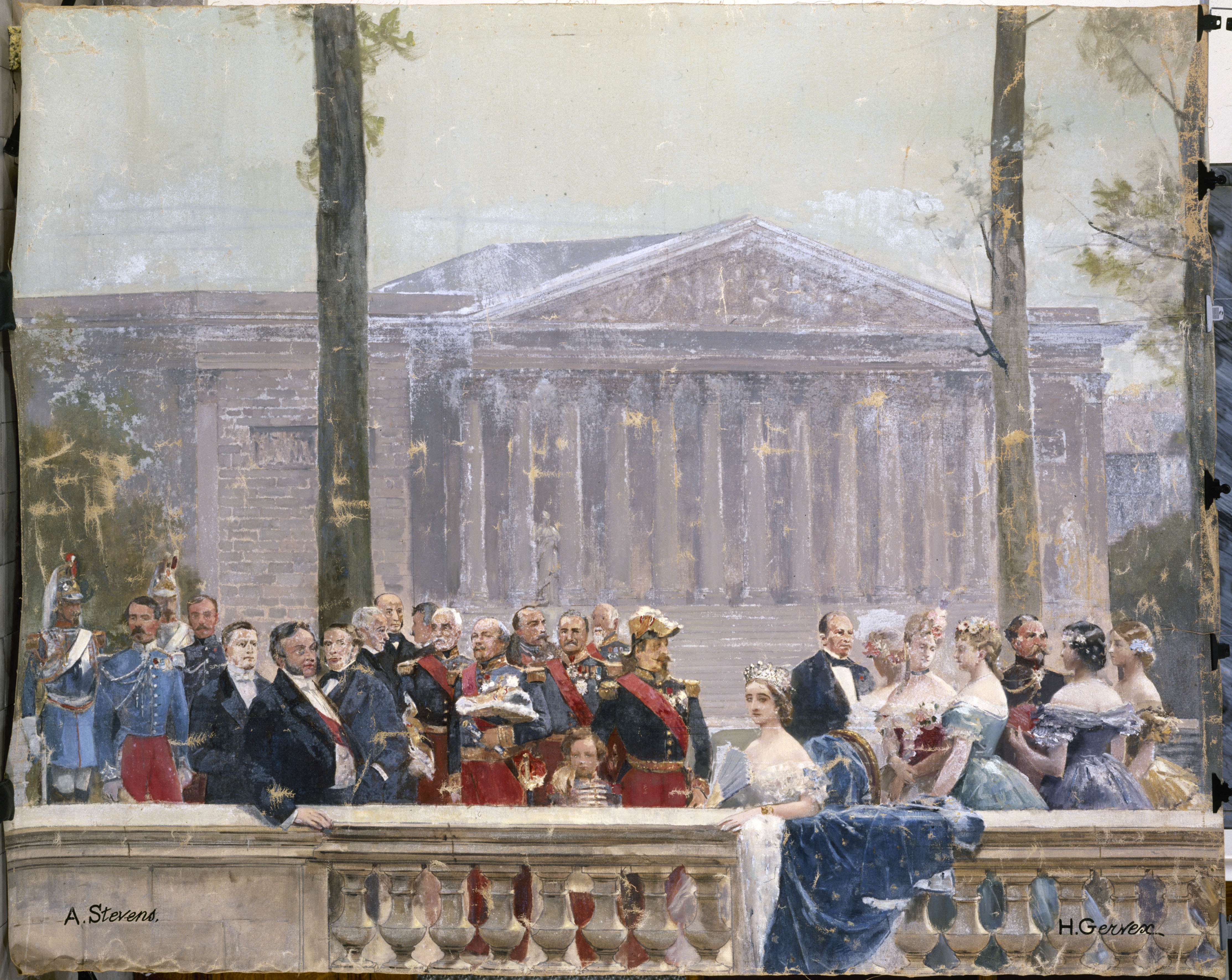
Napoléon III et l'Impératrice Eugénie.
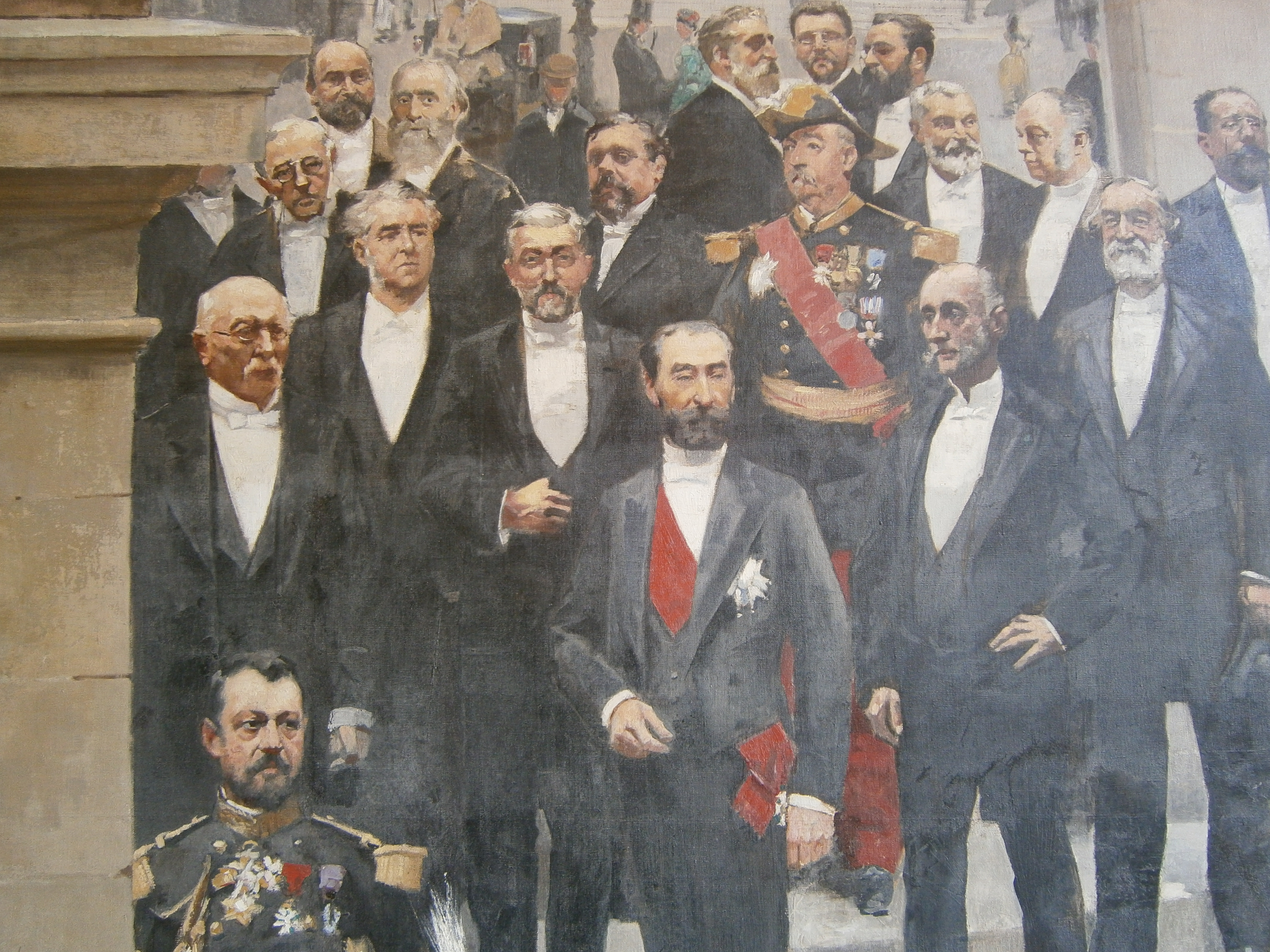
Fragment du panorama intitulé L'Histoire du siècle.
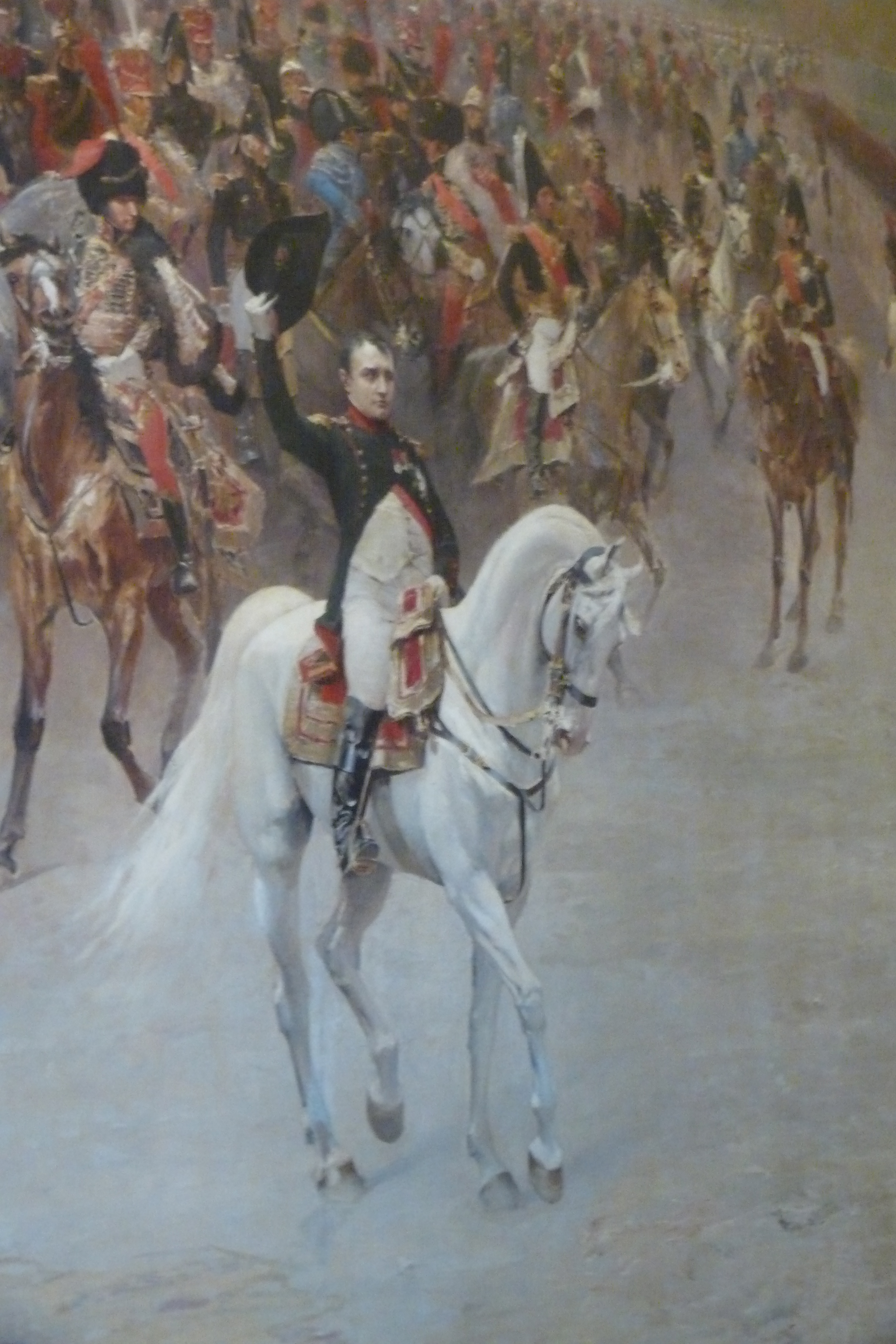
Entrée Napoléon dans Paris.